# Apollo (dal)
Az Apollo (magyarul: Apolló) a svájci–román Timebelle dala, mellyel Svájcot képviselték a 2017-es Eurovíziós Dalfesztiválon, Kijevben. A dal a Die Entscheidungsshow című dalválasztó műsorában nyerte el az eurovíziós indulás jogát.

## Eurovíziós Dalfesztivál
A dalt az Eurovíziós Dalfesztiválon a május 11-i második elődöntőben adták elő, fellépési sorrendben tizenharmadikként a Norvégiát képviselő Jowst Grab the Moment című dala után és a Fehéroroszországot képviselő Naviband Story of My Life című dala előtt. Az elődöntőben a tizenkettedik helyen végeztek, így nem jutottak tovább a május 13-i döntőbe.
A következő svájci induló a Zibbz Stones című dala volt a 2018-as Eurovíziós Dalfesztiválon.